# Oberonia neglecta
Oberonia neglecta är en orkidéart som beskrevs av Rudolf Schlechter. Oberonia neglecta ingår i släktet Oberonia och familjen orkidéer. Inga underarter finns listade i Catalogue of Life.